# جيمس فوربس (كرة سلة)
جيمس فوربس (بالإنجليزية: James Forbes)‏ هو لاعب كرة سلة أمريكي سابق. مثّل منتخب بلاده. شارك مع منتخب الولايات المتحدة في مسابقة كرة السلة في الألعاب الأولمبية الصيفية سنة 1972 وحقق معه الفضية. انضم إلى شيكاغو بولز في 1974.

## الميداليات
| الميدالية | المسابقة                       |
| --------- | ------------------------------ |
| فضية      | الألعاب الأولمبية الصيفية 1972 |

## روابط خارجية
- جيمس فوربس على موقع الاتحاد الدولي لكرة السلة (الإنجليزية)
- جيمس فوربس على موقع سبورتس رفرنس (الإنجليزية)
- جيمس فوربس على موقع كلية كرة السلة في سبورتس رفرنس.كوم (الإنجليزية)
- جيمس فوربس على موقع ريلجم (الإنجليزية)
- جيمس فوربس على موقع سبورتس رفرنس (الإنجليزية)
- جيمس فوربس على موقع أوليمبيديا (الإنجليزية)